# ماري هايدن (مؤرخة)
ماري هايدن (بالإنجليزية: Mary Hayden)‏ هي سفرجات ومؤرخة أيرلندية، ولدت في 1862 في دبلن في جمهورية أيرلندا، وتوفي بنفس المكان في 1942.